# Pierwsza mowa olintyjska
Pierwsza mowa olintyjska stgr. Ὀλυνθιακὸς Α – polityczna mowa Demostenesa, wygłoszona w 349 roku przed naszą erą. Celem mowy było przekonanie Ateńczyków do udzielenia pomocy Olintowi broniącemu się przed wojskami Filipa II.

## Tło
Olint był grecką polis leżącą na Półwyspie Chalkidyjskim. W latach 356–351 Olintyjczycy pozostawali w przymierzu z Filipem II, zawartym po przekazaniu im przez Macedończyka Potideji – wcześniejszej posiadłości ateńskiej. W 351 roku mieszkańcy Olintu dostrzegli agresywne zachowanie sojusznika, atakującego sąsiednie mniejsze polis, w związku z czym zawarli pokój z Ateńczykami. Zaatakowani przez Filipa w 349 roku, Olintyjczycy wysłali do Aten delegację z prośbą o sojusz obronny i pomoc przeciw agresji Macedończyków.
Demostenes był gorącym zwolennikiem walki z Filipem Macedońskim. W serii trzech mów wygłoszonych w lecie i/lub jesieni 349 roku zachęcał on współobywateli do udzielenia Olintyjczykom pomocy zbrojnej. W pierwszej z mów propagował wystawienie odpowiedniej floty do walki z Filipem, w drugiej odpierał argumenty zwolenników pokoju dotyczące zbyt dużej potęgi przeciwnika, w trzeciej zaś zajmował się kwestią funduszy niezbędnych na wojnę z Macedonią.
Ateńczycy zaakceptowali przymierze z Olintem i udzielili im militarnej pomocy. Okazała się ona jednak niewystarczającą i polis padła w 348 roku.

## Treść
Mowa rozpoczyna się od podkreślenia ważności przedmiotu wziętego pod obrady (rozdział 1). Demostenes wzywa Ateńczyków, by z uwagą słuchali jego i innych mówców, i ze wszystkich podawanych środków wybierali najpożyteczniejsze. Mowa składa się z dwóch części:
I. Olintyjczykom należy udzielić pomocy.
Teraz najstosowniejsza pora do poskromienia Filipa sama się nadarza (2). Spieszyć się trzeba z wysłaniem posiłków, aby prześcignąć Filipa, gdyż inaczej on tylko skorzystałby z naszej gnuśności, jak dotychczas zawsze korzystał (3). Chwilowa trudność położenia Filipowego i nieprzyjaźń, którą teraz Olintyjczycy ku niemu powzięli widząc, że pragnie ich ujarzmić, jak inne państwa ujarzmił, to właśnie najstosowniejsza pora dla nas do działania. Zachęca więc do zrozumienia obecnego położenie (4–7). Błędy dawniejsze, które Ateńczycy popełniali, gdy szło o zajęcie miast: Amfipolis, Pidny, Polydei, Melony itd. winny na teraz być dla nich nauką, zwłaszcza, że teraz za łaską bogów nadarza się pora do powetowania strat wszelkich. Wdzięczność bogom winni czynnie okazać, korzystając z tak stosownej chwili (8–11). Przedstawia skutki niechybne, gdyby zaniedbano pomocy Olintyjczykom, wskazując na szybki wzrost potęgi Filipa. Obok zapobiegliwości i wytrwałości przeciwnika stawia odrętwienie i nieporadność Ateńczyków (12–15). Oświadczając, że gdyby nawet miał narazić własną swoją osobę na niebezpieczeństwo, nie zaniecha udzielania polis rad według sumienia i przekonania, przechodzi do drugiej części (16).
II. W jaki sposób udzielić im należy tej pomocy i skąd wziąć środki pieniężne na wyprawę.
Według mówcy należy wyprawić jedną siłę zbrojną na pomoc Olintyjczykom, drugą zaś w kraj Filipa na wojnę podjazdową. Argumentuje przy tym, że samo wysłanie posiłków do Olintu nie osiągnie skutku (17–18). Wykazuje skąd wziąć pieniądze przysposabiając lud do pogardzenia darowiznami, które ze skarbu publicznego otrzymywał, lub do składania dobrowolnych ofiar pieniężnych (19–20). Wskazuje na usposobienie innych państw niedowierzających już Filipowi, czekających tylko na stosowną chwilę, by odsunąć od siebie uciążliwy wpływ macedoński. Ateńczycy energicznym wystąpieniem i dosadną pomocą Olintyjczykom niesioną ośmielą te państwa, co doprowadzi do otoczenia Filipa ze wszystkich stron (21–24). Pomagając Olintowi Ateńczycy odwleką wojnę od własnej ziemi, zaniechawszy zaś pomocy sprowadzą do Attyki nieprzyjaciela, bo po zajęciu Olintu nikt mu już nie stawi czoła. Wylicza straty jakie by ich w tym wypadku czekały i przedstawia im hańbę stąd wynikającą (25–27). Zachęca w końcu wszystkie stany obywateli okazując, jakie korzyści dla każdego wynikną z tej wyprawy, i kończy mowę życzeniem pomyślności (28).

## Tłumaczenia na język polski
- Andrzej Oskard, Mowy Demostenesa, Rzeszów 1869
- Izydor Poeche, Mowy Demostenesa, Kraków 1883
- Stefan Brablec, I mowa olintyjska, „Arcydzieła Polskich i Obcych Pisarzy”, t. 84, Brody 1913
- Jerzy Kowalski, Wybór mów, Kraków 1922
- Romuald Turasiewicz, Wybór mów, Wrocław 1991